# Chiesa di San Rocco (Ruvo di Puglia)
La chiesa di San Rocco è un edificio sacro di Ruvo di Puglia sito in piazza Giacomo Matteotti. Il tempietto fu edificato nel 1503 all'indomani della liberazione di Ruvo dalla peste da parte di san Rocco di Montpellier.

## Storia
La chiesetta di San Rocco, sita in piazza Matteotti accanto al palazzo di città, fu edificata nel 1503 come segno di ringraziamento e devozione da parte del popolo ruvese per aver liberato la città della peste nel 1502. Nel 1576 vi fu fondata la Confraternita di San Rocco, sciolta e rifondata nel 1781 e tuttora operante. In questa chiesa i tredici francesi, prima della partenza per la disfida di Barletta, parteciparono alla Santa Messa. Nel 1645 il tempietto fu riedificato.

## Descrizione
L'edificio religioso è caratterizzato da un bugnato liscio ed ha pianta rettangolare. La facciata presenta un ingresso architravato sul quale è incisa un'iscrizione che testimonia l'esistenza della confraternita. Sull'architrave poggia una nicchia contenente la statua in tufo di San Rocco. Sulla destra è presente un oblò semicircolare. In cima alla struttura è posto il campanile a forma di tempio, culminante con una statuetta lapidea di San Rocco.
L'interno della chiesa, stuccato, esalta la grande nicchia rettangolare nella quale è conservato il gruppo scultoreo in cartapesta degli Otto Santi, portato in processione la notte tra il Mercoledì e il Giovedì santo. È inoltre conservato in una teca il dipinto ad olio raffigurante la Madre del Buon Consiglio mentre l'altare in pietra è sovrastato dalla statua in legno policromo di San Rocco. Sono inoltre conservate le statue dell'Addolorata e del Sacro Cuore di Gesù.